# مردم ارمنی-تات
ارمنی-تات‌ها (ارمنی: հայ-թաթեր – های-تاتِر) گروهی از مردم ارمنی هستند که به زبان تاتی سخن می‌گویند. این مردم در گذشته در نواحی شرقی قفقاز جنوبی (جمهوری آذربایجان امروزی) می‌زیستند ولی امروزه بیشتر به ارمنستان و روسیه مهاجرت کرده‌اند. از نظر بیشتر پژوهشگران، ارمنی-تات‌ها در اصل ارمنی‌زبان بوده‌اند که بعدها زبان تاتی را به عنوان زبان نخست خود برگزیدند.
جمعیت چشم‌گیری از ارمنی-تات‌ها در روستاهای مدرسه و کیلوار، جمهوری آذربایجان ساکن بودند که آخرین نسل آن‌ها در پی جنگ اول قره‌باغ وادار به ترک این کشور و مهاجرت به ارمنستان شدند. بیشتر این مردم به استان آراگاتسوتن نقل مکان و روستای دپروانک را تأسیس کردند.